# Forbes
Forbes è una rivista statunitense. Viene pubblicato bisettimanalmente e i suoi articoli trattano di finanza, industria, investimenti e marketing. Oltre a ciò, tratta anche altri argomenti che hanno a che fare con l'economia, come tecnologia, comunicazione, scienza, politica e legge. 
La rivista è nota per le sue liste e classifiche, come per esempio la lista degli statunitensi più ricchi (Forbes 400), delle compagnie più influenti al mondo (Forbes Global 2000), dei miliardari nel mondo e degli Under 30 (Forbes 30 Under 30) che si sono distinti in determinati settori. 

## Storia

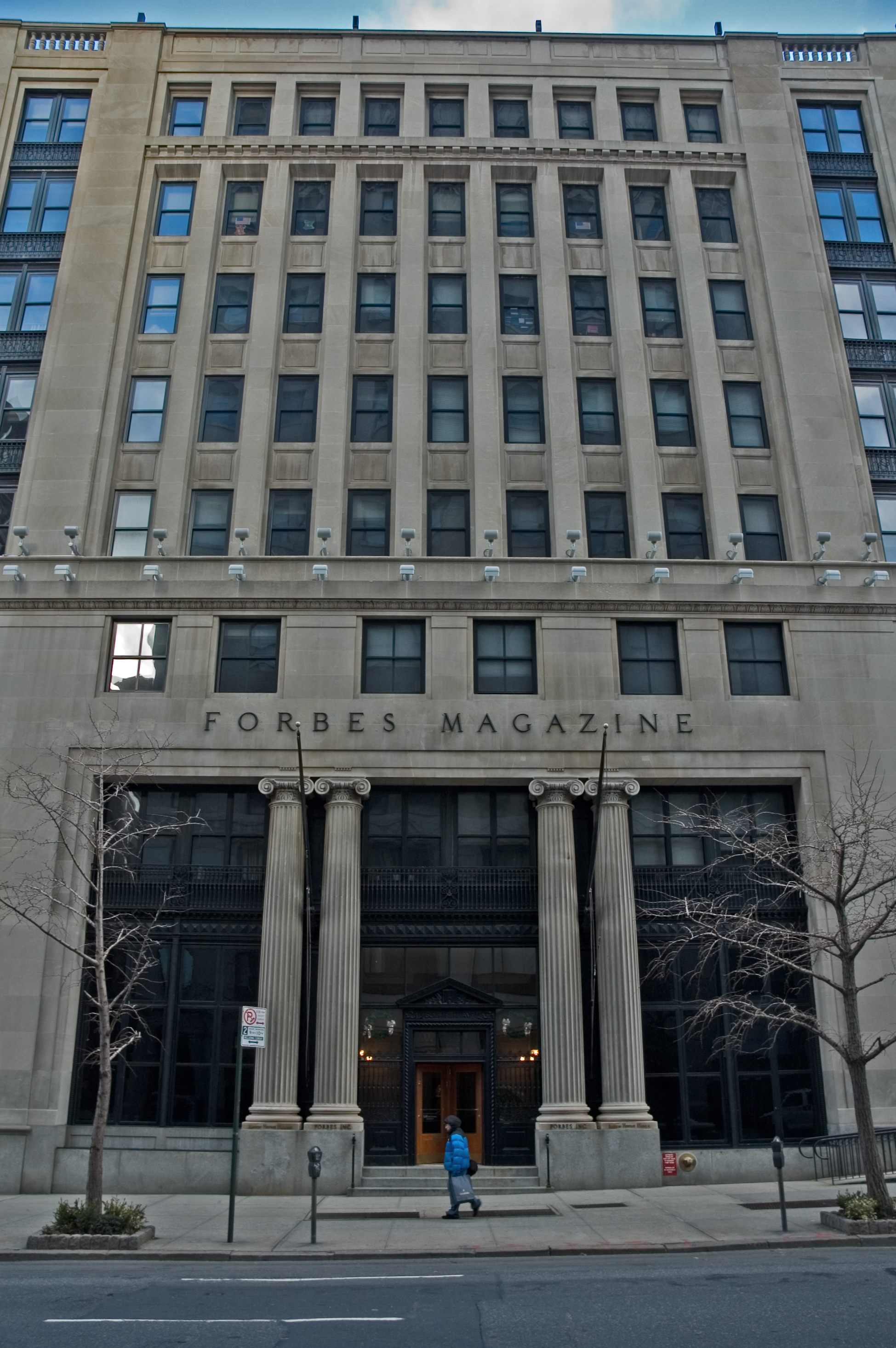
L'edificio di Forbes sulla Quinta Strada a New York (ora di proprietà dell'Università di New York)

Bertie Charles Forbes, giornalista finanziario per il giornale Hearst, e il suo partner Walter Dray, manager generale del Magazine of Wall Street, fondarono la rivista Forbes il 17 settembre del 1917. Originariamente Forbes aveva intenzione di chiamare la sua rivista "Doers and doings", ma Dray lo convinse a utilizzare il proprio cognome, poiché era ben noto nella comunità degli investitori; il nome definitivo diventò quindi "Forbes: Devoted to Doers and Doings".
Forbes si occupò dei finanziamenti per l'apertura della compagnia e ne divenne presidente (ruolo che mantenne fino alla morte nel 1954, unitamente a quello di direttore responsabile della rivista), mentre Drey mise in campo la propria esperienza nel settore pubblicitario e diventò vicepresidente della B.C Forbes Publishing Company.
Durante gli ultimi anni della sua carriera Forbes fu affiancato dai due figli maggiori, Bruce Charles Forbes (1916-1964) e Malcom Stevenson Forbes (1917-1990). Fu Bruce Forbes a prendere il posto del padre nel 1954 e i suoi punti di forza furono l'applicare misure di semplificazione dei contenuti e lo sviluppare il settore marketing della compagnia. Per tutta la durata del suo incarico, quindi fino al 1964, la diffusione del periodico continuò ad aumentare, arrivando a raddoppiarsi.
Alla morte di Bruce, suo fratello Malcom Forbes Jr. divenne presidente e CEO di Forbes, oltre che direttore responsabile della rivista. Tra il 1961 e il 1999 direttore editoriale fu James Michaels.
Nel 1993, sotto la guida di Michaels, Forbes arrivò a essere tra i finalisti per il National Magazine Award.
Nel 2006, il gruppo d'investimento Elevation Partners, di cui fa parte il cantante degli U2 Bono Vox, si interessò alla compagnia e acquistò un pacchetto consistente, il 40%, per un costo tra i 264 milioni di dollari- dell'eredità Forbes; nello specifico, la quota relativa all'editoria (nella quale entrano di diritto la quasi centenaria rivista omonima, il sito web Forbes.com e una serie di periodici minori).

### Vendita della sede centrale
Nel gennaio del 2010 Forbes raggiunse un accordo con l'Università di New York per la vendita della propria sede centrale, un edificio sulla Quinta Strada, a Manhattan. Le specifiche condizioni dell'accordo non furono rese pubbliche, ma Forbes avrebbe continuato a usufruire degli spazi dell'edificio grazie un contratto di vendita e locazione.

### Vendita a Integrated Whale Media (quota del 51%)
Nel novembre del 2013, Forbes Media, che pubblicava la rivista Forbes, fu messa in vendita. Questa decisione fu incoraggiata dal socio di minoranza Elevation Partners. I documenti per la vendita preparati dalla Deutsche Bank rivelarono che l'EBITDA (margine operativo lordo) della casa editrice era di 15 milioni di dollari.
Nel luglio 2014, la famiglia Forbes rilevò la quota della Elevation e poi vendette la quota di maggioranza (51%) della compagnia alla Integrated Media Investments, per accelerare la propria crescita economica.
L'attuale presidente del consiglio di amministrazione, oltre che direttore responsabile, è Steve Forbes, mentre il CEO (responsabile della gestione d'impresa) è Mike Federle.

## Altre pubblicazioni
Oltre a Forbes e al supplemento Forbes Life, altri titoli pubblicati dalla compagnia includono Forbes Asia e 15 edizioni in lingue locali. Steve Forbes e gli scrittori della sua rivista danno consigli riguardo al settore degli investimenti anche sul programma televisivo settimanale di Fox, Forbes on Fox, e su Forbes on Radio. 
Tra gli altri gruppi della compagnia vi sono il Forbes Conference Group, il Forbes Investment Advisory Group e il Forbes Custom Media. 
Nel 2009 la compagnia iniziò a pubblicare anche ForbesWoman, una rivista trimestrale di cui si occupa in prima persona la figlia di Steve Forbes, Moira Forbes.
Precedentemente, la compagnia si era anche occupato della produzione delle riviste American Heritage e Invention&Technology; poiché però non si trovarono acquirenti, Forbes sospese la loro pubblicazione il 17 maggio 2007. Entrambe le riviste furono acquistate dalla American Heritage Publishing Company, che riprese la pubblicazione durante la primavera del 2008. Un'altra rivista di cui Forbes si era occupata in precedenza è American Legacy, da cui però si divise il 14 maggio 2007.
A partire dal 2009 Forbes si è occupata della produzione della Forbes Travel Guide.
Il 6 gennaio 2014 la rivista Forbes annunciò che, insieme alla compagnia sviluppatrice di app Maz, avrebbe lanciato un nuovo social-network chiamato "Stream". Stream permette ai lettori di Forbes di salvare gli articoli e condividerli con gli altri lettori, nonché di usufruire dei contenuti, sia del sito web Forbes.com che della rivista cartacea, direttamente dall'applicazione mobile.
Dal 24 ottobre 2017 esiste anche l'edizione per l'Italia, edita da BLUE Financial Communication e diretta da Alessandro Mauro Rossi.

## Forbes.com
Il sito web di Forbes è stato fondato nel 1996 da David Churbuck.
Il sito divenne famoso quando trattò la scoperta delle frodi giornalistiche di Stephen Glass della rivista The New Republic. Questo scoop contribuì a dare credibilità al giornalismo su Internet.
Forbes.com fa parte di Forbes Digital, una sezione di Forbes Media LLC. Inoltre è in parte collegato anche a RealClearPolitics. Questi siti insieme raggiungono ogni mese più 27 milioni di visitatori.
Lo slogan di Forbes.com è  "Home Page for the World's Business Leaders".
Il sito si basa sul cosiddetto 'contributor model', ovvero sul fatto che vi sia un'ampia rete di - appunto- collaboratori che scrivono e pubblicano contenuti direttamente sulla pagina web. Questi collaboratori vengono pagati in base al traffico delle loro rispettive pagine; il sito ha ricevuto contributi da più di 2 500 persone e, secondo ciò che dice la compagnia, alcuni di questi collaboratori hanno guadagnato più di 100 000 dollari.

## Versioni internazionali
Forbes ha un'edizione internazionale in Asia e edizioni prodotte su licenza in 27 paesi e regioni del mondo.

### Forbes Italia
Il 13 settembre 2017 (a due giorni dal centenario della fondazione) è stata lanciato Forbes Italia con sede a Milano in collaborazione dall'editore statunitense Forbes Media e l'italiana Blue Financial Communication. La rivista (on-line e cartacea) è distribuita in Italia, Svizzera e Monte Carlo. I contenuti di Forbes Italia e del sito forbes.it sono costituiti per il 70% da notizie, commenti e servizi economici italiani ed europei e per il 30% da contenuti editoriali di riviste Forbes di tutto il mondo.
Come la rivista principale, Forbes Italia stila delle liste e classifiche sui protagonisti della vita economica, imprenditoriale e culturale in Italia, tra cui Le 100 donne di successo, Forbes 30 Under 30 Italia, Forbes 100 Women 2022 e 100 Manager alla riscossa.